# سكوت سوليفان
سكوت سوليفان (بالإنجليزية: Scott Sullivan)‏ هو لاعب كرة قاعدة أمريكي، ولد في 13 مارس 1971 في توسكالوسا في الولايات المتحدة.

## وصلات خارجية
- سكوت سوليفان على موقع أرشيف الشارخ.
- سكوت سوليفان على موقعبيزبول رفرنس.كوم (الدوري الرئيسي) (الإنجليزية)